# Tecnologia háptica
O adjetivo háptico significa "relativo ao tato", "sinônimo de tátil", e é proveniente do grego haptikós,ê,ón "próprio para tocar, sensível ao tato". É o correlato tátil da óptica (para o visual) e da acústica (para o auditivo).
Mais recentemente, cunhou-se em inglês o substantivo haptics (que pode ser adaptado em português como "háptica") para designar a ciência do toque, dedicada a estudar e a simular a pressão, a textura, a vibração e outras sensações biológicas relacionadas com o toque. Desta ciência surgiu um ramo tecnológico que é empregado, por exemplo, em aeronaves (cujos manches vibram para indicar ao piloto um possível estol), em consoles de vídeo-games (para conferir maior realismo ao jogo) e em simuladores (de voo, cirúrgicos etc.). Outro exemplo de "háptica" é a característica vibratória e, mais recentemente, a resposta tátil da tela (ecrã) dos telefones celulares.

## Historia
O filme de 1959 The Tingler apresentava um truque chamado “Percepto!”, Um dispositivo vibratório em um pequeno número de cadeiras de teatro que se ativava com a ação na tela. Em setembro de 1994, o colete Aura Interactor foi desenvolvido. O colete é um dispositivo vestível de feedback de força que monitora um sinal de áudio e usa a tecnologia do atuador eletromagnético para converter as ondas sonoras graves em vibrações que podem representar ações como um soco ou chute. O colete é conectado à saída de áudio de um aparelho de som, TV ou gravador de videocassete [VCR]] e o sinal de áudio é reproduzido através de um alto-falante embutido no colete. Em novembro do mesmo ano, o filme em 4-D Honey, I Shrunk the Audience! simulava ratos se soltando e correndo pelo auditório. Para simular a sensação de um maço de ratos que escaparam, o ar é bombeado através de um pequeno tubo de plástico, fazendo com que ele se agite violentamente e imitando a sensação de caudas de ratos roçando as pernas dos membros da platéia.

## Interface Háptica
A interface háptica é uma nova tecnologia pela qual um sistema fornece ao usuário uma realimentação física, como, por exemplo, num joystick com tecnologia de realimentação de força.
Há também as interfaces hápticas passivas, que são um pouco diferentes porque não exercem a força ativamente contra um usuário. Em vez disso, representam fisicamente elementos virtuais em um ambiente de Realidade Virtual, como, por exemplo,  uma mesa dobrável real pode se dobrar como um balcão de cozinha virtual. Ter algo real para tocar em um ambiente virtual aperfeiçoa a sensação de imersão do usuário e ajuda-o a navegar através da simulação.
Há novos modelos de celular que implementam uma tela sensível a toque com resposta tátil, por exemplo, ao pressionar um botão a tela transmite a sensação de haver afundado, o que passa a sensação de estar-se pressionando um botão de verdade.